# Strakonice
Strakonice [strakɔɲɪt͡sɛ] (deutsch Strakonitz, älter auch Stracknitz) ist eine Stadt in der Region Jihočeský kraj (Südböhmische Region)  und gehört zum Okres Strakonice.

## Geographie

### Geographische Lage
Die Stadt liegt am Zusammenfluss von Otava und Volyňka, 52 km nordwestlich von der Bezirkshauptstadt Budweis, auf einer Höhe zwischen 390 und 430 Metern.

### Stadtgliederung
Die Stadt Strakonice besteht aus den Ortsteilen Dražejov (Draschejow), Hájská (Hag), Modlešovice (Modleschowitz), Přední Ptákovice (Vorder Ptakowitz), Strakonice I (nördlich der Otava), Strakonice II (südlich der Otava), Střela (Strahl) und Virt (Wirtsdorf) sowie der Ortslage Nové Strakonice (Neu Strakonitz).

## Geschichte

Bawor Wappen

Die Siedlung Strakonice ist ursprünglich einer der Goldwäscheplätze aus der Zeit der Kelten in Südböhmen (Jihočeský kraj). Sie entstand um eine Wasserburg an der Mündung der Volyňka in die Otava. Die Burg Strakonice war zunächst Residenz der Bavor von Strakonitz und gelangte im 15. Jahrhundert an den Johanniterorden. Die Siedlung aus Bewohnern in Erbuntertänigkeit entwickelte sich zu einer kleinen Stadt, die 1367 die Stadtrechte erhielt.
In den Hussitenkriegen besetzte Jan Žižka 1420 zwar die Stadt konnte aber die Burg nicht in Besitz nehmen. In einer Darstellung am Burgtor wird er im Harnisch zu Pferd mit einem eisernen Dreschflegel in der Hand und einem Gefolge einiger Soldaten dargestellt; zur rechten Seite befindet sich Przibik von Koczow, der einen Pfeil auf ihn losschießt. Im Jahr 1421 verlegte der Generalprior der Johanniter von der Prager Kleinseite seinen Sitz nach Strakonice, 1694 kehrten die Johanniter nach Prag zurück. Die Burg blieb bis 1925 in ihrem Besitz.
In Strakonice lebte ab dem 16. Jahrhundert eine wohlhabende jüdische Gemeinde von Handelsleuten, Reste des Gettos und ein Jüdischer Friedhof sind erhalten. Die Synagoge wurde 1976 abgerissen. 
Handel und Industrialisierung: Ab dem Anfang des 19. Jahrhunderts wurden in Strakonice für den Export in den Vorderen Orient Feze aus Filz produziert. Seit 1891 bestand eine Eisenbahnverbindung nach Budweis. Während der Industrialisierung kamen weitere Betriebe hinzu, 1930 eine Motorradfabrik.

## Partnerstädte
- Lengnau (Schweiz)
- Bad Salzungen (Deutschland)

## Kultur und Sehenswürdigkeiten

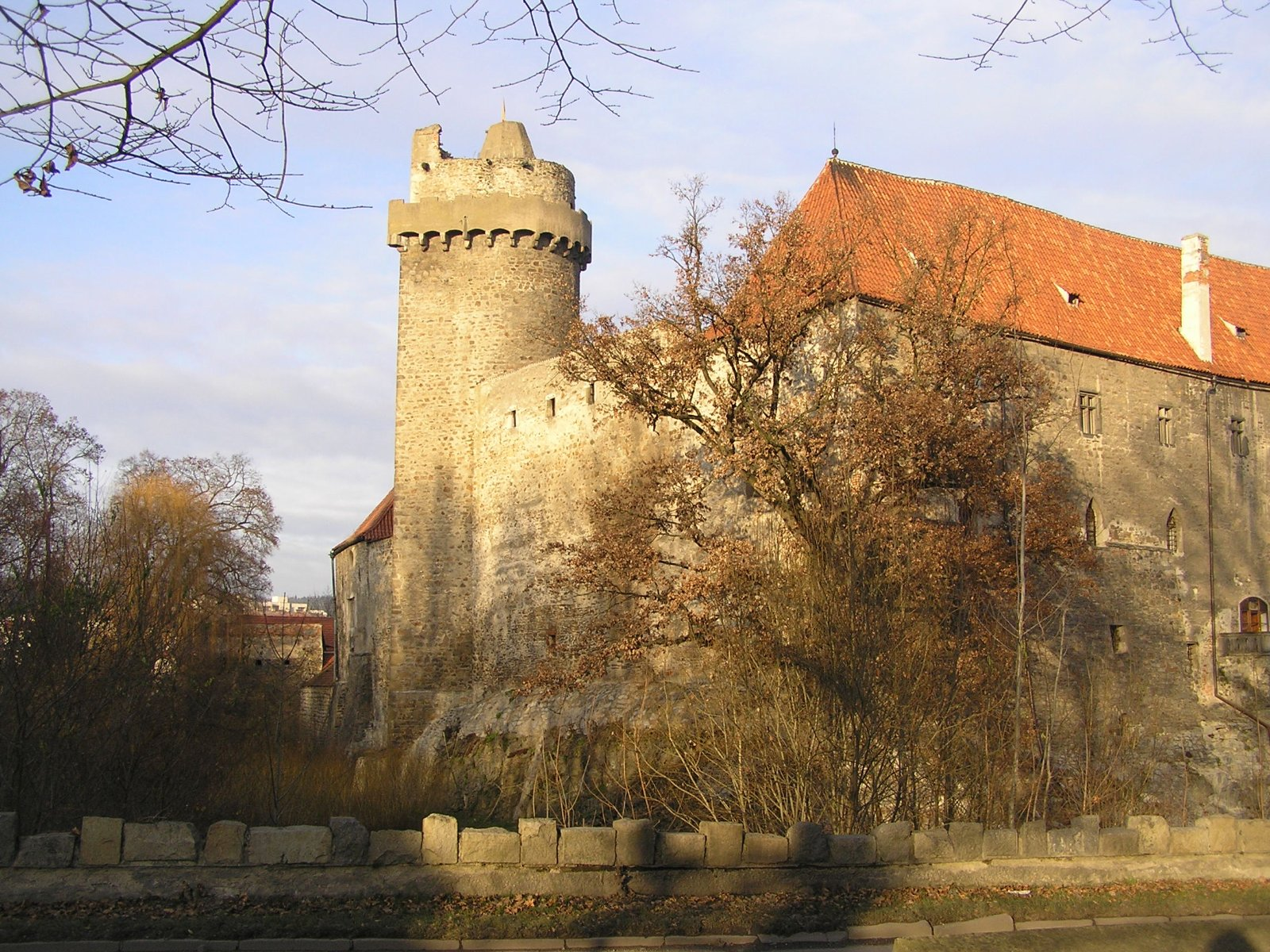
Strakonitzer Burg

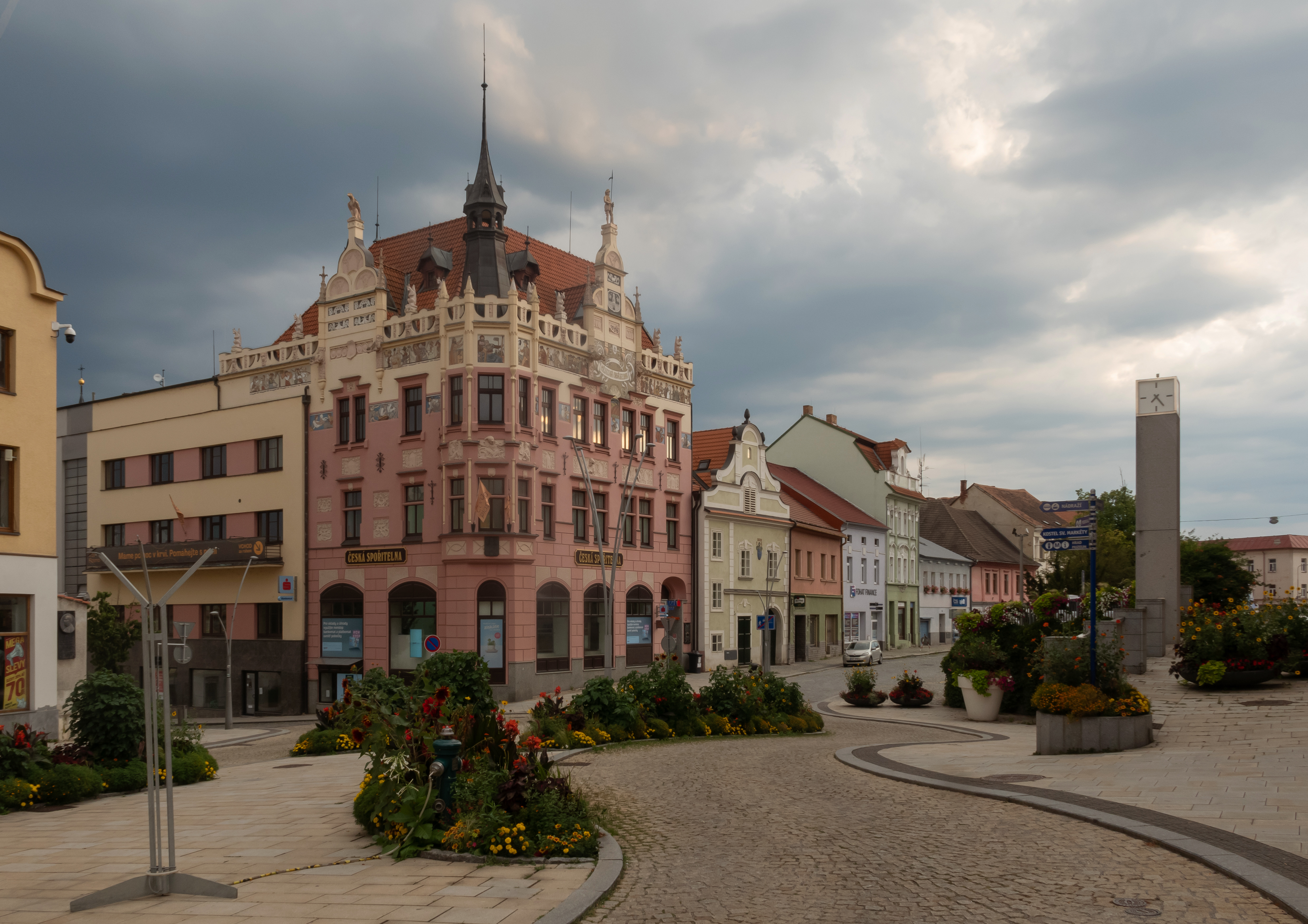
Monumentales Gebäude: Městská spořitelna

### Museen
- Muzeum Stredniho Pootavi, Zámek 1

### Bauwerke
- Strakonitzer Burg
- Kirche St. Margareta

### Regelmäßige kulturelle Veranstaltungen
In Strakonitz findet alle zwei Jahre ein über die Region bekanntes mehrtägiges Internationales Dudelsackfestival statt. 
Die nächste Veranstaltung findet im August 2024 statt. Dazwischen werden die Mittelalter-Festspiele (Rumpálování) auf der Burg veranstaltet.

## Wirtschaft und Infrastruktur

### Unternehmen
Mit seiner Textilindustrie wurde die Stadt schon früh bekannt. Heute ist Strakonice eine moderne Industriestadt mit mehreren zum Teil internationalen Betrieben. Beispielsweise hat der tschechische Waffenhersteller Česká Zbrojovka in Strakonice seine Heimat.

### Verkehr
Die Stadt liegt an der Fernverkehrsstraße I/4, welche nach Norden auf die Autobahn D4 nach Prag führt.
Zudem besitzt sie einen kleinen regionalen Flughafen.

## Persönlichkeiten
In Strakonice geboren wurden:
- Johann Anton Graf Losy von Losinthal (1645–1721), kgl. Hofkammerbeamter, Komponist und einer der berühmtesten Lautenisten seiner Zeit
- František Ladislav Čelakovský (1799–1852), Slawist und Übersetzer, Schriftsteller und Volksliedsammler
- Rudolf Johann von Meraviglia-Crivelli (1833–1890), Rittmeister und Heraldiker
- Emil von Fürth (1863–1911), österreichischer Politiker
- Otto von Fürth (1867–1938), österreichischer Mediziner, Chemiker und Hochschullehrer
- Otto Fürth (1894–1979), österreichisch-US-amerikanischer Schriftsteller
- Věra Machoninová (* 1928), Architektin
- Roman Turek (* 1970), Eishockeytorwart
- Tereza Petržilková (* 1993), Sprinterin, Europameisterin, WM-Dritte
- Jindřich Staněk (* 1996), Fußballtorhüter